# 1845 في ألمانيا
فيما يلي قوائم الأحداث التي وقعت خلال عام 1845 في ألمانيا.

## كتب
من الكتب التي صدرت هذه السنة في ألمانيا:
- 1 يناير – حالة الطبقة العاملة في إنجلترا من تأليف فريدريك إنجلز.

## مواليد

### يناير
- 7 يناير – لودفيش الثالث ملك بافاريا[1]
- 30 يناير – يوهانس فولمر

### مارس
- 7 أكتوبر – أوتو مارس مهندس معماري ألماني.[2][2]
- 9 مارس – رودولف كلاينباول كاتب ومؤلف ألماني.
- 9 مارس – فيلهلم فيفر[3]
- 15 مارس – صوفي أميرة سكسونيا
- 27 مارس – فيلهلم كونراد رونتغن فيزيائي ألماني.[4]

### يوليو
- 20 يوليو – إدورد سخاو[5]

### أغسطس
- 25 أغسطس – لودفيك الثاني

### سبتمبر
- 21 سبتمبر – إرنست أوغسطس الثالث دوق كمبرلاند وتافياديل[6]

### أكتوبر
- 7 أكتوبر – أوتو مارس مهندس معماري ألماني.[2][2]

### نوفمبر
- 3 نوفمبر – لودفيج لايستنر[7]
- 17 نوفمبر – ماري أميرة هوهنتسولرن زيغمارينغن[8]

### ديسمبر
- 3 ديسمبر – صوفي يونغهانز كاتبة ألمانية.
- 10 ديسمبر – فلهلم فون بوده مؤرخ فن ألماني.[9]

## وفيات

### مايو
- 2 مايو – أوقست بولي (مواليد 1796)[10]
- 4 مايو – فيليب جاكوب كريتشمر (مواليد 1786)
- 12 مايو – أوجوست فلهلم شليجل (مواليد 1767) شاعر ألماني.[11]